# Jósfay György
Jósfay György (Budapest, 1938. május 28. – Budapest, 2004. május 1.) újságíró, szerkesztő, rendező.

## Életpályája
1956–1961 között az ELTE BTK hallgatója volt. 1960–1965 között az Újítók Lapja munkatársa volt. 1963–1968 között a Színház- és Filmművészeti Főiskola színházrendező szakán tanult Nádasdy Kálmán osztályában. 1968–1970 között a Vidám Színpad rendezője volt. 1970–1996 között a Magyar Rádió külsős rendezőjeként dolgozott. 1971–1979 között a Thália Színház dramaturgja volt. 1979–1997 között a Magyar Televízió Pécsi Körzeti Stúdiójának főmunkatársa, valamint szerkesztő-rendezője volt. 1992-től a Magyar Katolikus Újságírók Szövetségének főtitkára volt. 1997-ben nyugdíjba vonult.

## Színházi munkái
A Színházi Adattárban regisztrált bemutatóinak száma: szerzőként: 3; fordítóként: 4; színészként: 2; rendezőként: 7.

### Szerzőként
- Húsz óra (1975)
- Emberi sorsok (1975)
- Énekek éneke (1979)

### Műfordítóként
- Camus: Lázadás Aszturiában (1970)
- Rabelais: Gargantüa és Pantagrüel (1977)
- Legentov: Nem bánok semmit sem... (1983, 1989)

### Színészként
- Dosztojevszkij: Két férfi az ágy alatt....Egy úr
- Kazimir-Weöres: Karagőz....Seyk Küszteri

### Rendezőként
- Mrozek: Rendőrség (1967)
- Magnier: Oszkár (1968)
- Kállai István: Titkárnők lázadása (1969)
- Camus: Lázadás Aszturiában (1970)
- Camus: A művész élete (1970)
- Jonson: A hallgatag hölgy (1981)
- Heltai Jenő: Naftalin (1983)

## Rádiójátékai
- Boccaccio: Szerelem és furfang (1970, 1979)
- Kamondy László: A várakozás húrja (1971)